# Інститут з вивчення історії та культури СРСР
Інститут з вивчення історії та культури СРСР, Інститут для вивчення СССР (англ. Institute for the Study of the USSR; нім. Institut zur Erforschung der UdSSR) — науково-дослідна установа з резиденцією в Мюнхені (ФРН). Заснований 8 липня 1950 як Інститут з вивчення історії та культури СРСР колишніми емігрантами з СРСР.

## Історія
Інститут заснований 8 липня 1950 як Інститут з вивчення історії та культури СРСР колишніми емігрантами з СРСР. Фінансувався інститут Американським комітетом для визволення від більшовизму; об'єднував учених і фахівців-емігрантів з СРСР, досліджував актуальні проблеми радянознавства. Друкував наукові розвідки, монографії, часописи й бюлетені (місячник «Bulletin», квартальники «Вестник», «Sowjetstudien» та ін.), мав бібліотеку, проводив наукові з'їзди і конференції, призначав стипендії. В складі інституту працювали й українці, зокрема, Б.Мартос був головою (1954–56), заст. голови (1956–57) та секретарем (1957–58) наукової ради, дійсними членами інституту були А.Яковлів, І.Бакало (дир. 1954–61), М.Міллер (наук. секретар 1951–61), П.Курінний, Б.Крупницький. Інститут публікував чимало українознавчих матеріалів, зокрема в періодичних виданнях «Український збірник» (17 книг, 1954–60) та «Ukrainian Review» (9 книг, 1955–60). У серії «Досліди і матеріяли» побачили світ праці Н.Полонської-Василенко «Українська Академія наук: Нарис історії. Частина 1: 1918—1930» (1955) та «Українська Академія наук: Нарис історії. Частина 2. 1931—1941» (1958); Мик. Ковалевського «Опозиційні рухи в Україні і національна політика СССР (1920—1954)»; І.Майстренка «Кризові процеси в совєтській економіці» (обидві — 1955); П.Феденка «Україна після смерті Сталіна» (1956); Б.Крупницького «Українська історична наука під совєтами (1920—1950)» (1957); П.Феденка «Марксистські і большевицькі теорії національного питання»; Г.Костюка «Stalinist Rule in the Ukraine: A Study of the Decade of Mass Terror (1929–39)» (обидві — 1960) та ін. Інститут припинив, існування у червні 1972.